# EGroupware
Pour les articles homonymes, voir EGW.
 (février 2018).
Si vous disposez d'ouvrages ou d'articles de référence ou si vous connaissez des sites web de qualité traitant du thème abordé ici, merci de compléter l'article en donnant les références utiles à sa vérifiabilité et en les liant à la section « Notes et références ».
EGroupware (EGW) est un logiciel de groupe (groupware), développé en langage PHP.
Il s'agit d'un embranchement du projet phpGroupWare, et par conséquent, distribué selon les termes de la même licence. La communauté de développeurs s'étend sur soixante-huit pays. Le logiciel est très répandu au Brésil où de nombreuses administrations publiques ou entreprises l'utilisent sur des réseaux pouvant dépasser les dix mille clients. Le produit est disponible à des degrés divers en près de quarante langues. La quasi-totalité des paquets a été traduite en français.

## Caractéristiques
EGroupware est développé en langage PHP et peut, de ce fait, être porté sur différentes plateformes, telles que Linux, Microsoft Windows, ou encore BSD. Le logiciel peut également s'appuyer sur des bases de données différentes :  MySQL, Oracle, PostgreSQL, MaxDB,  MSSQL. L'authentification peut se faire aussi bien à travers les comptes clients internes par SQL ou LDAP mais également à partir de systèmes externes comme un serveur de messagerie ou Active Directory.
Côté client, EGroupware contient une interface web permettant à l'utilisateur d'accéder de manière intégrée à tous les modules du produit à partir de n'importe quel navigateur web. Une gestion fine des privilèges permet d'ouvrir ou de restreindre tout ou partie des modules selon les groupes d'utilisateurs. Certains modules peuvent également être exploités à partir d'applications clientes standard telles que Thunderbird, Kontact, Outlook, etc.

## Applications
EGroupware intègre différentes applications interfacées entre elles. Les modules disponibles sont les suivants :
- carnet d'adresses basé soit sur des bases de données SQL ou LDAP
- calendrier comprenant un planificateur de groupe
- client de messagerie IMAP (FelaMiMail)
- gestionnaire de tâches (InfoLog)
- gestionnaire de projets (ProjectManager) permettant l'édition de diagrammes de Gantt interconnecté avec les autres applications
- gestionnaire de ressources (inventaire et réservation) intégré au calendrier
- gestionnaire de documents (FileManager)
- gestionnaire de contenu web (SiteMgr) permettant d'agréger et d'organiser des éléments des différents modules
- feuilles de temps (Timesheet)
- traqueur permettant de recenser les bugs ou autres incidents, intégré au gestionnaire de projets
- wiki basé sur un clone de WikiTikkiTavi
- base de connaissances (KnowledgeBase)
- moteur de flux (workflow)
- diffuseur de communiqués (édition de flux RSS)
- synchronisation avec les téléphones mobiles ou les assistants personnels (SyncML)
- outil de sondages
- partage de signets
- outils de développement

D'autres modules sont actuellement en cours de développement.

## Les autres modules
D'autres modules ont été développés par la communauté OpenSource. Par exemple, la société VersusMind a publié sous licence GPL v3 quatre modules additionnels :
- eNewsMind, un module d'emailing (newsletters, communiqués de presse, invitations, etc.)
- ProjectReportMind, un module de comptes-rendus de réunion
- TravelMind, un module de gestion des frais kilométriques
- StatsMind, un module de réalisation de statistiques sur la répartition du temps de travail des employés d'une entreprise.

## Se compare à
- Libres: TaskJuggler, Blue Mind, Open-XChange, phpGroupWare, OpenGroupware, Mioga2, Hula project, PHProjekt, Kolab, Citadel, Zimbra, Atmail,OBM
- Propriétaire: Lotus Notes, Novell GroupWise, Microsoft Exchange Server, Office Groove, ContactOffice, Memotoo, JIRA, Mailfence

## Copies d'écrans

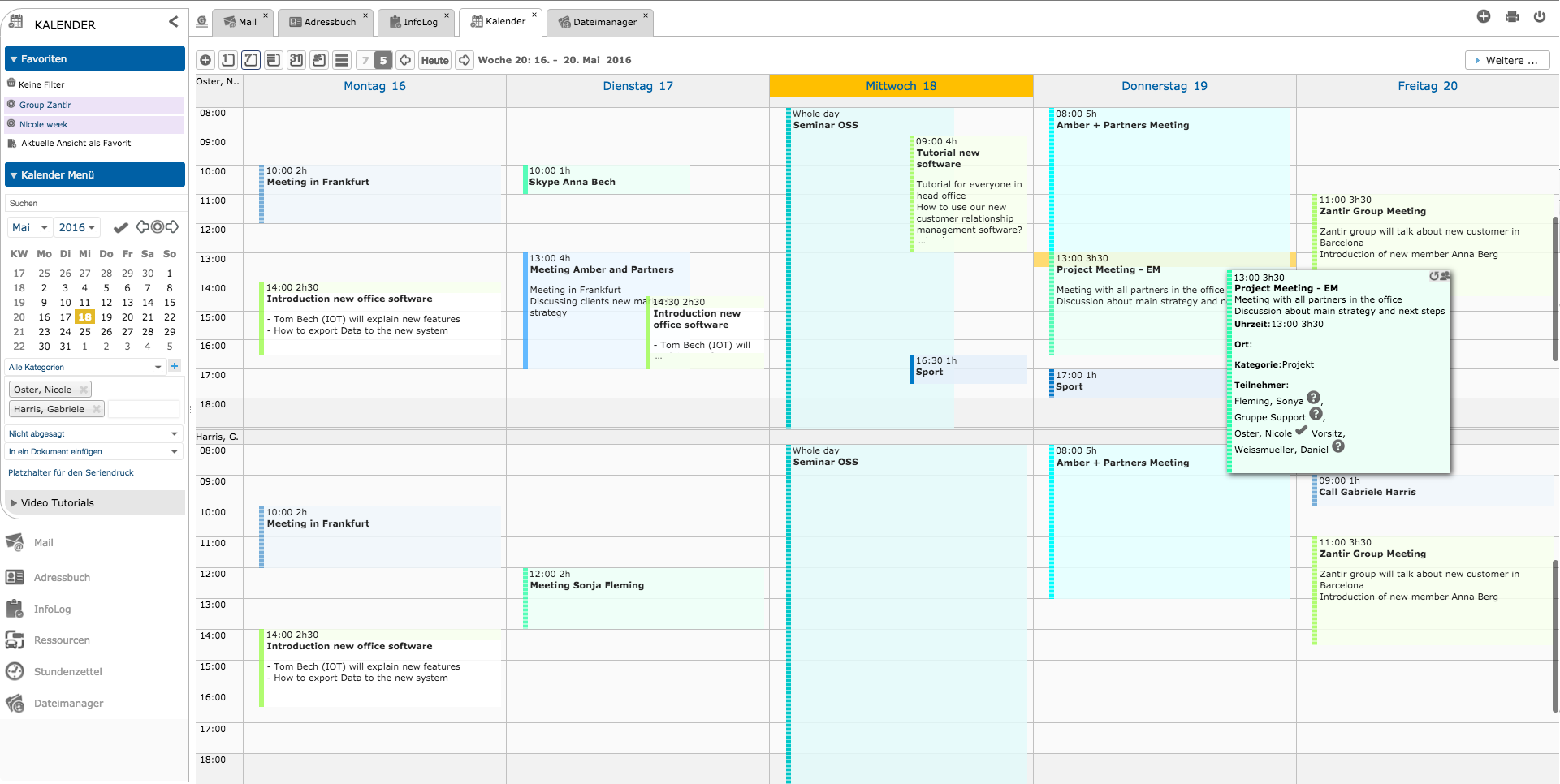
Calendrier Version 16.1 - ordinateur de bureau
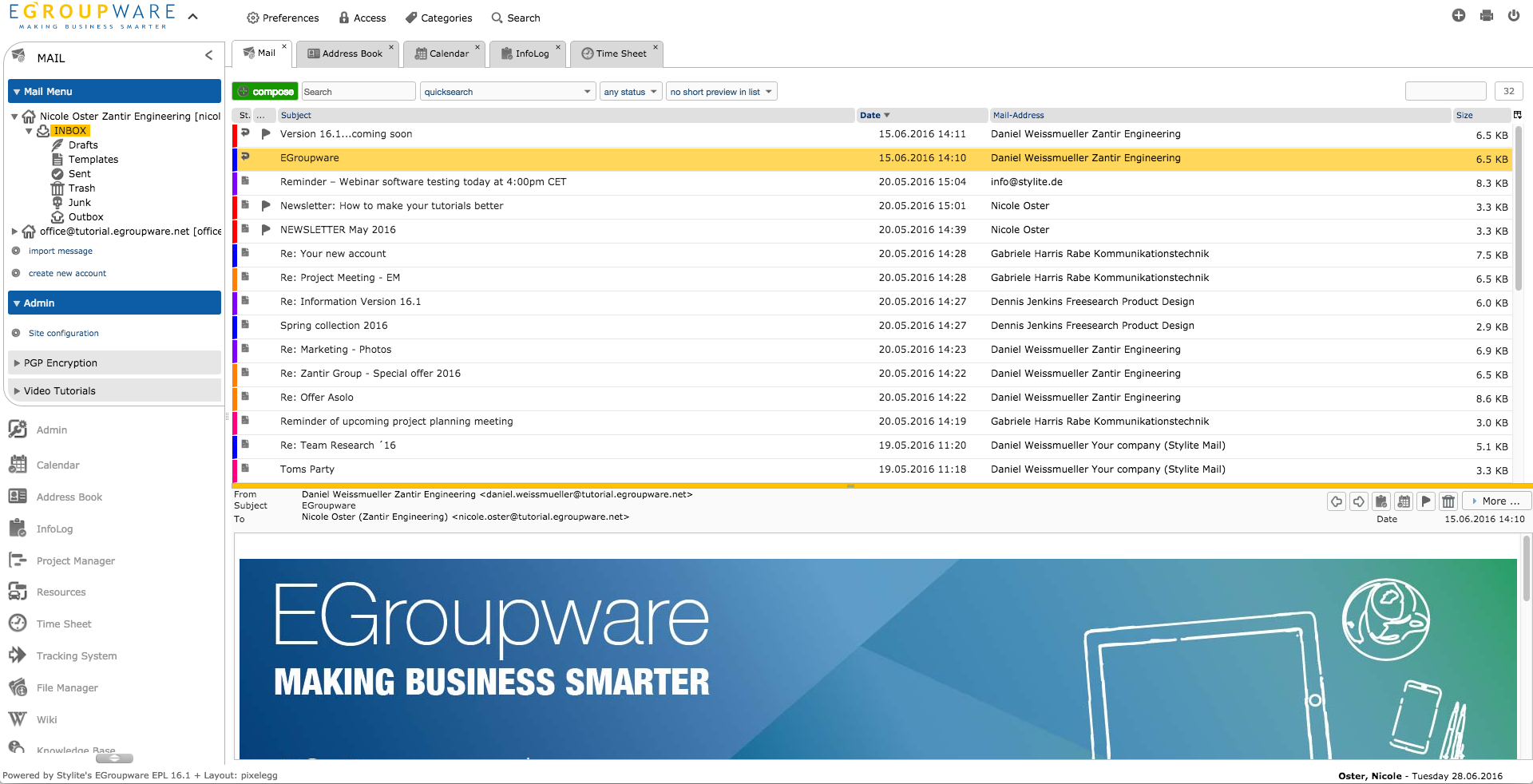
E-mail Application Version 16.1 - ordinateur de bureau
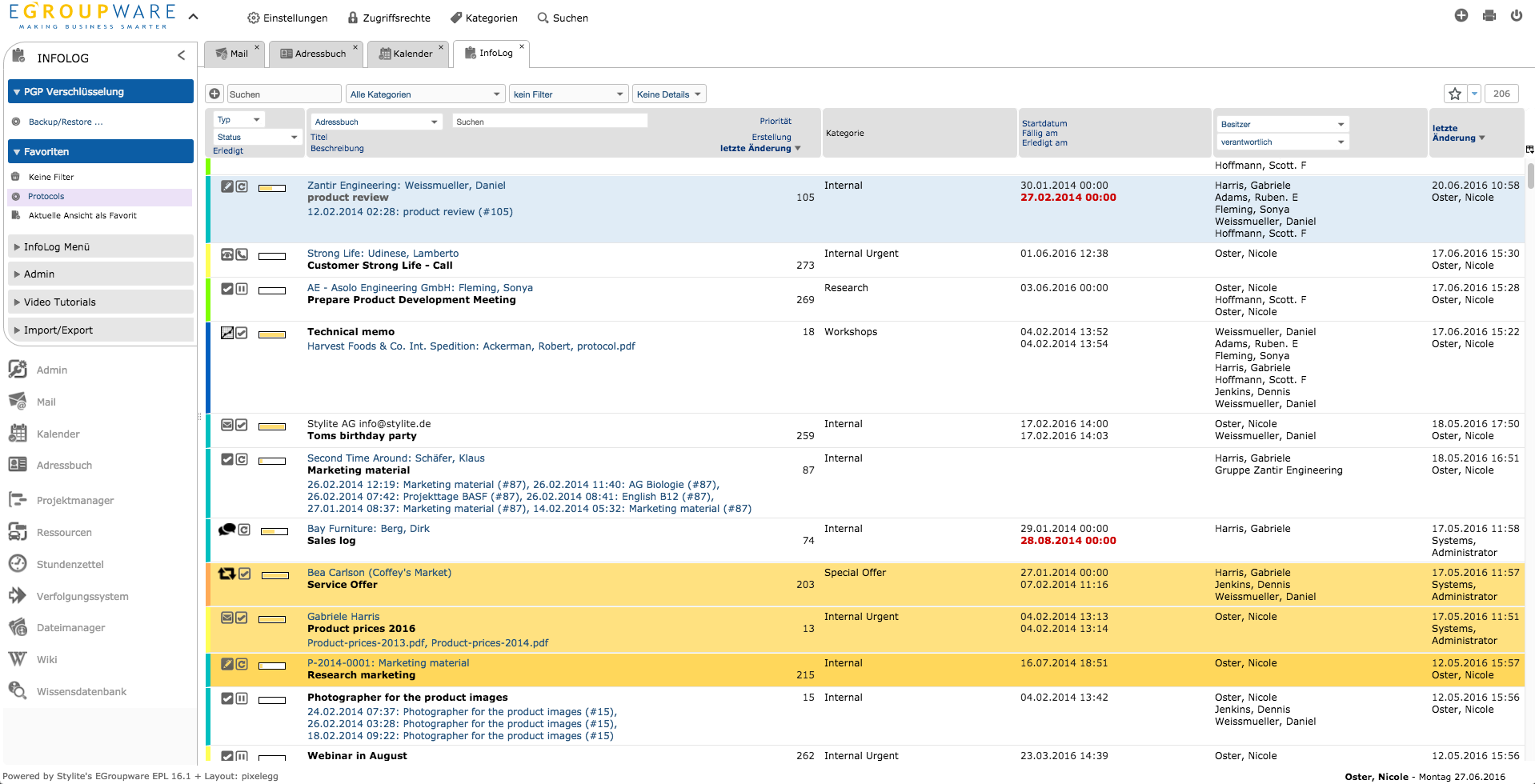
Gestionnaire de tâches Version 16.1 - ordinateur de bureau
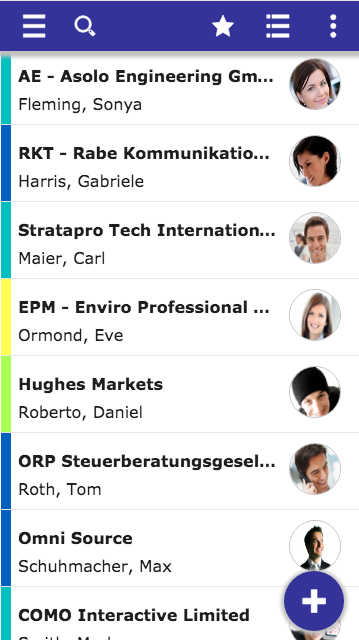
Carnet d'adresses Version 16.1 - Portable (version mobile)
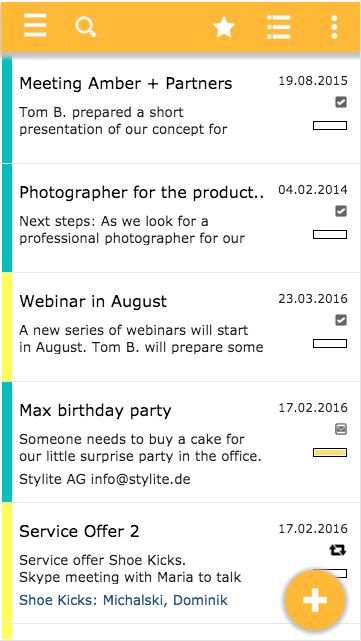
Gestionnaire de tâches Version 16.1 - Portable (version mobile)
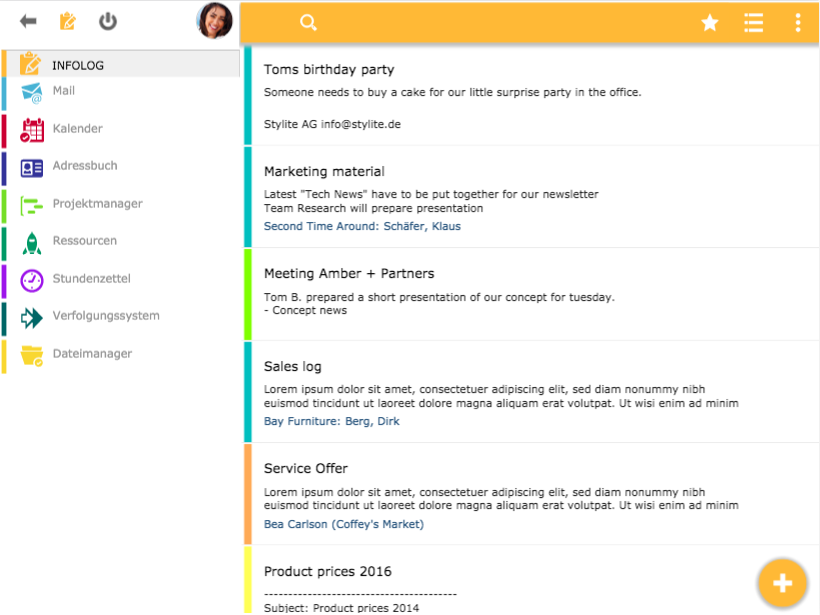
Gestionnaire de tâches Version 16.1 - Tablette PC (version mobile)